# Grand Prix-seizoen 1926
Het Grand Prix-seizoen 1926 was het tweede Grand Prix-jaar waarin het wereldkampioenschap voor constructeurs werd verreden. Om in aanmerking te komen voor dit kampioenschap moesten constructeurs in ten minste twee Grands Prix deelnemen, wat slechts twee constructeurs (Bugatti en Delage) deden. Het seizoen begon op 21 maart en eindigde op 17 oktober na vijf races voor het wereldkampioenschap en 24 andere races.

## Kalender

### Wereldkampioenschap
| Ronde | Datum       | Grand Prix                    | Circuit      | Winnaar                       | Constructeur | Verslag |
| ----- | ----------- | ----------------------------- | ------------ | ----------------------------- | ------------ | ------- |
| 1     | 31 mei      | Indianapolis 500              | Indianapolis | Frank Lockhart                | Miller       | verslag |
| 2     | 27 juni     | Frankrijk                     | Miramas      | Jules Goux                    | Bugatti      | verslag |
| 3     | 18 juli     | San Sebastián/Europa (Spanje) | Lasarte      | Jules Goux                    | Bugatti      | verslag |
| 4     | 7 augustus  | Groot-Brittannië              | Brooklands   | Robert Sénéchal, Louis Wagner | Delage       | verslag |
| 5     | 4 september | Italië                        | Monza        | Louis Charavel                | Bugatti      | verslag |

### Niet-kampioenschapsraces
| Datum        | Land             | Racenaam                      | Circuit         | Winnaar             | Constructeur | Verslag |
| ------------ | ---------------- | ----------------------------- | --------------- | ------------------- | ------------ | ------- |
| 21 maart     | Italië           | Pozzo Circuit                 | Verona          | Alessandro Consonno | Bugatti      | verslag |
| 28 maart     | Italië           | Grand Prix van Rome           | Valle Giulia    | Aymo Maggi          | Bugatti      | verslag |
| 28 maart     | Frankrijk        | Grand Prix van Provence       | Miramas         | Henry Segrave       | Talbot       | verslag |
| 4 april      | Italië           | Alessandria Circuit           | Alessandria     | Giovanni Alloatti   | Bugatti      | verslag |
| 25 april     | Italië           | Coppa Florio                  | Madonie         | Meo Constantini     | Bugatti      | verslag |
| 25 april     | Italië           | Targa Florio                  | Madonie         | Meo Constantini     | Bugatti      | verslag |
| 2 mei        | Italië           | Coppa Vinci                   | Messina         | Renato Balestrero   | O.M.         | verslag |
| 2 mei        | Italië           | Grand Prix van Tripoli        | Tripoli         | François Eysermann  | Bugatti      | verslag |
| 23 mei       | Italië           | Savio Circuit                 | Ravenna         | Gastone Brilli-Peri | Ballot       | verslag |
| 30 mei       | Italië           | Perugia Cup                   | Perugia         | Emilio Materassi    | Itala        | verslag |
| 27 juni      | Italië           | Mugello Circuit               | Mugello         | Emilio Materassi    | Itala        | verslag |
| 18 juli      | Italië           | Camaiore Circuit              | Camaiore        | Baconin Borzacchini | Salmson      | verslag |
| 25 juli      | Spanje           | Grand Prix van Spanje         | Lasarte         | Meo Constantini     | Bugatti      | verslag |
| 25 juli      | Frankrijk        | Grand Prix de la Marne        | Reims-Gueux     | François Lescot     | Bugatti      | verslag |
| 1 augustus   | Frankrijk        | Grand Prix du Comminges       | Saint-Gaudens   | Louis Chiron        | Bugatti      | verslag |
| 7 augustus   | Italië           | Coppa Acerbo                  | Pescara         | Luigi Spinozzi      | Bugatti      | verslag |
| 15 augustus  | Italië           | Coppa Montenero               | Montenero       | Emilio Materassi    | Itala        | verslag |
| 28 augustus  | Frankrijk        | Grand Prix van Boulogne       | Boulogne        | George Eyston       | Bugatti      | verslag |
| 28 augustus  | Frankrijk        | Grand Prix van La Baule       | La Baule        | Louis Wagner        | Delage       | verslag |
| 12 september | Italië           | Grand Prix van Milaan         | Monza           | Meo Constantini     | Bugatti      | verslag |
| 12 september | Duitsland        | Solituderennen                | Solitudering    | Otto Merz           | Mercedes     | verslag |
| 25 september | Groot-Brittannië | Junior Car Club 200 mijlsrace | Brooklands      | Henry Segrave       | Delage       | verslag |
| 17 oktober   | Frankrijk        | Grand Prix van Salon          | Linas-Montlhéry | Albert Divo         | Talbot       | verslag |
| 17 oktober   | Italië           | Garda Circuit                 | Salò            | Aymo Maggi          | Bugatti      | verslag |

1894 · 1895 · 1896 · 1897 · 1898 · 1899 · 1900 · 1901 · 1902 · 1903 · 1904 · 1905 · 1906 · 1907 · 1908 · 1909 · 1910 · 1911 · 1912 · 1913 · 1914 · 1915 · 1916 · Eerste Wereldoorlog · 1919 · 1920 · 1921 · 1922 · 1923 · 1924 · 1925 · 1926 · 1927 · 1928 · 1929 · 1930 · 1931 · 1932 · 1933 · 1934 · 1935 · 1936 · 1937 · 1938 · 1939 · 1940-1945 (Tweede Wereldoorlog) · 1946 · 1947 · 1948 · 1949 
 Lijst van Grand Prix-wedstrijden voor 1950